# Silene cardiopetala
Silene cardiopetala är en nejlikväxtart som beskrevs av Adrien René Franchet. Silene cardiopetala ingår i släktet glimmar, och familjen nejlikväxter. Inga underarter finns listade i Catalogue of Life.